# Білонні монети

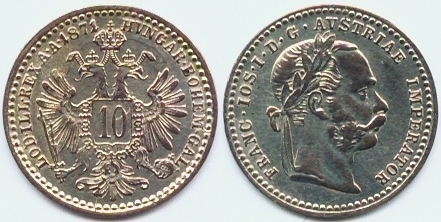
Австрійська білонна монета номіналом у 10 крейцерів, 1871 рік. Вміст срібла — 50 %.

Біло́нні моне́ти (від фр. billon низькопробний сплав) — неповноцінні розмінні монети, купівельна спроможність яких перевищує вартість металу, що міститься в них та витрати на карбування. Випускаються поряд з банківськими і казначейськими білетами для здійснення торговоплатіжного обороту. Як гроші білонна монета не може служити мірилом вартості, а лише відіграє роль засобу обігу і засобу платежу.
У більш вузькому сенсі — монети, у яких вміст благородного металу (золота або срібла) становить меншу частину, а більшу — лігатура. Ще більш вузьке значення — срібні монети 500-ї і нижчої проби, де лігатурним металом, як правило, виступає мідь.

## Білон
У XIII столітті у Франції словом «Білон» (від фр. billon) називали сирий, не карбований у вигляді монети коштовний метал, тобто золото або срібло у вигляді зливку або навіть у зовсім сирому, необробленому вигляді. В Англії воно трансформувалося в поняття bullion coin (інвестиційна, вагова монета). У самій Франції, а також у багатьох інших країнах (зокрема, в Росії) в XV столітті слово «Білон» стало означати сплав з незначним вмістом коштовного металу , в більш вузькому сенсі — сплав міді зі сріблом, де останнє становить менше 50 % («біла мідь»).

## Приклади білонних монет
Білон використовувався для виготовлення монет (Білонна монета в цьому сенсі — срібна монета з пробою не вище 500-ї), а також для виробництва прикрас [джерело не вказане 4391 день]. Відомі білонні монети, що карбувалися в VI — на початку V століття до н. е. в Малій Азії на острові Лесбос і містили 40 % срібла і 60 % міді. В Давньому Римі білонними монетами були денарій та антонініан, що починали карбуватись як срібні монети, але з часом втрачали вміст срібла на користь лігатури, серед якої переважала мідь. Свого піку карбування «зіпсованих» срібних монет у Римській імперії набуло при імператорі Галлієні (253—268). Було виявлено, що наслідок псування та неконтрольованого масового карбування білонні монети мають тенденцію витісняти з обігу більш повноцінні, повновартісні монети. За кольором металу розрізняли монети білі (лат. argentum album) і монети чорні (лат. argentum nigrum), відповідно, монети високої (наприклад, празький гріш) і низькою проби (чеський денарій).
В середньовіччя за кольором металу розрізняли «білі» — вищої проби — та «чорні» монети. «Білими» вважалися денарії, карбовані на монетних дворах ВКЛ. Білонні монети західноєвропейського походження переважали в обігу слов'янських земель у 16—18 століттях.
В Російській імперії з 1867 по 1917 рік монети номіналом 5, 10, 15 і 20 копійок карбувалися з білону з вмістом срібла 50 % (до 1867 року ці номінали випускалися зі срібла 868-ї або 750-ї проби). В РРФСР (а пізніше в СРСР) з 1921 до 1931 монети в 10, 15 і 20 копійок також випускалися з білону (срібло 500-ї проби) [джерело не вказане 4391 день]. Пізніше в СРСР випускалися з мідно-нікелевого сплаву білого кольору розмінні монети 50, 20, 15 та 10 копійок; з мідно-цинкового сплаву жовтого кольору розмінні монети в 5, 3, 2 та 1 копіку.